# Johann Friedrich Aufschlager
Johann Friedrich Aufschlager (* 3. Dezember 1766 in Kunheim, Elsass; † 8. November 1833 in Straßburg im Elsass) war ein deutsch-französischer Pädagoge und Landeshistoriker des Elsass.

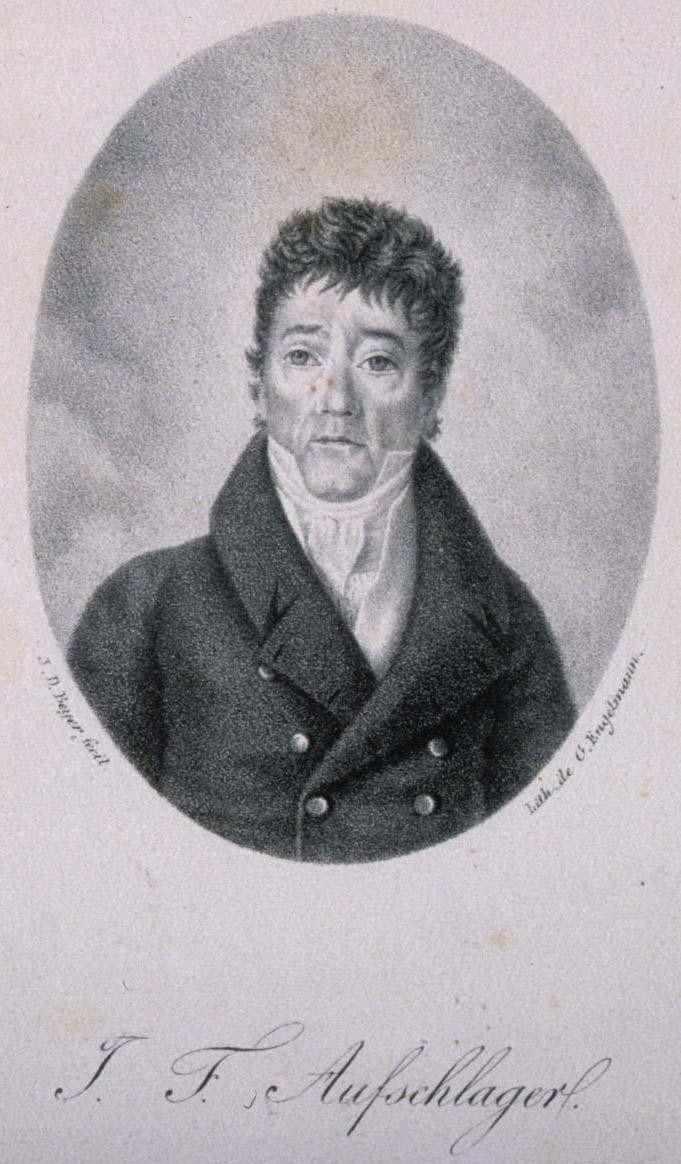
Johann Friedrich Aufschlager, Lithographie von Gottfried Engelmann nach einer Zeichnung von J. D. Beyer (Galerie alsacienne, J. H. Heitz, 1826)

## Leben
Aufschlager, ein Zeitzeuge der Französischen Revolution, hatte an der Universität Straßburg studiert und dort auch eine Zeitlang im Fachbereich Philosophie und Literatur dem Lehrkörper als Assistent (Rèpétiteur) angehört.  Er war später in Straßburg als Pädagoge tätig und verfasste Lehrbücher. Sein Hauptwerk ist die drei Bände umfassende  Neue historisch-topographische Beschreibung der beiden Rhein-Departemente, das in deutscher und französischer Sprache erschien und zu den wichtigsten älteren Nachschlagewerken zur Geschichte des Elsass zählt.

## Werke (Auswahl)
- Theologia Socratis ex Xenophontis Memorabilibus excerpta commentatio, Vorwort von J. Schweighäuser, Straßburg 1785.
- Rede über die patriotische Thaetigkeit, 1798.
- Rede über den Muth des Republikaners, 1798.
- Das Elsass. Neue historisch-topographische Beschreibung der beiden Rhein-Departemente, Johann Heinrich Heitz,  Straßburg 1825–1828. 
  - Erster Theil, 1825 (Google Books).
  - Zweiter Theil, 1825 (Google Books).
  - Supplement (Alphabetisches Register sowie Berichtigungen und Zusätze), 1828 (Google Books).
- Angenehme und lehrreiche Uebungsstücke zum Uebersetzen vom Deutschen ins Französische und zum Erlernen einer guten Schreibart, nach den besten französischen Mustern bearbeitet. Vierte Auflage, Straßburg 1853 (Google Books).